# Jangamarahalli, Bhadravati
Jangamarahalli là một làng thuộc tehsil Bhadravati, huyện Shimoga, bang Karnataka, Ấn Độ.